# Chino Ermacora
Chino Ermacora (Tarcento, 30 agosto 1894 – Udine, 25 aprile 1957) è stato uno scrittore italiano.
Fondatore dell'Ente Friuli nel mondo ed ideatore del premio Epifania, diresse le riviste Lavoratore friulano e La panarie. Nel 1927 fu autore e regista del film documentario La sentinella della patria. Allo scrittore è dedicato ed intitolato il gruppo folkloristico della città di Tarcento.

## Opere letterarie
- 1912 I comuni rustici
- 1925 Udine, la capitale della guerra. Aquileia, la figlia di Roma
- 1928-1930 Piccola Patria
- 1930 Canti friulani
- 1930 Il Friuli turistico
- 1930 Vino al sole. Racconti, tipi e paesi del Friuli
- 1932 e 1955 Guida di Udine
- 1935 Il Friuli. Itinerari e soste
- 1935 Vino all'ombra. Guida sentimentale delle osterie...
- 1945 La patria era sui monti
- 1953 Il Friuli, aspetti caratteristici del lavoro
- 1955 San Francesco di Udine
- 1957 Vini del Friuli
- 1961 Le confessioni di un bevitore
- 1967 Nostalgia di focolare

Nel 2007 è stato pubblicato Il Friuli di Chino Ermacora, una raccolta di suoi scritti a cura di Gianfranco Ellero.